# Дідре Катт
Дідре Катт (англ. Deidre Catt; нар. 4 липня 1940) — колишня британська тенісистка.
Найвищим досягненням на турнірах Великого шолома був фінал в парному розряді.

## Фінали турнірів Великого шолома

### Парний розряд:1 поразка
| Результат | Рік  | Турнір                           | Покриття | Партнерка | Суперниці               | Рахунок  |
| --------- | ---- | -------------------------------- | -------- | --------- | ----------------------- | -------- |
| Поразка   | 1960 | Відкритий чемпіонат США з тенісу | Ґрунт    | Енн Джонс | Марія Буено Дарлін Гард | 1–6, 1–6 |